# Zehnkampf-Länderkampf der Männer 1965 Schweiz – BR Deutschland – Frankreich
| 13. Leichtathletik-Länderkampf mit bundesdeutscher Beteiligung 1965   | 13. Leichtathletik-Länderkampf mit bundesdeutscher Beteiligung 1965 |
| --------------------------------------------------------------------- | ------------------------------------------------------------------- |
|                                                                       |                                                                     |
| Zehnkampf-Vergleich der Männer: Schweiz – BR Deutschland – Frankreich |                                                                     |
| Austragungsort                                                        | Lugano                                                              |
| Wettbewerbe                                                           | 1                                                                   |
| Datum                                                                 | 2./3. Oktober                                                       |
| 1. SUI 2. FRG 3. FRA                                                  | 48 Punkte 46 Punkte 27 Punkte                                       |
| Chronik                                                               |                                                                     |
| ← URS-FRG 10kampf (M)                                                 | erster LK 1966:00 FRG-FRA_SUI Geher (M) →                           |

Der dreizehnte und letzte Vergleich des Länderkampfjahres 1965 war wieder eine Begegnung im Zehnkampf. Am 2./3. Oktober kam es in Lugano zum Vergleich mit der Schweiz und Frankreich. In einer Veranstaltung mit dem allgemeinen Leichtathletikprogramm waren die drei Länder im Rahmen eines Sechsländerkampfs in diesem Jahr bereits einmal aufeinander getroffen und im letzten Jahr hatte es diese Zehnkampf-Dreierbegegnung ebenfalls gegeben. Damals hatte Frankreich vor der Bundesrepublik Deutschland und der Schweiz gesiegt.

## Wettbewerbe und Modus
Jede Nation stellte sechs Zehnkämpfer, von denen die fünf besten nach ihrer Platzierung gewertet wurden.
Die Punkte wurden nach folgendem Schema verteilt:
1. Platz: 16 P / 2. Pl: 14 P / 3. Pl: 13 P / 4. Pl: 12 P / …

## Ergebnis
Die bundesdeutsche Mannschaft trat wie im Vorjahr mit Zehnkämpfern aus der zweiten Reihe an. So wurde der Wettkampf spannend und in der Einzelwertung lag ein Schweizer Athlet vorn. Die weiteren Platzierungen auf den Rängen vier, sechs, zehn und zwölf brachten der Schweiz 48 Punkte ein, womit sie in der Endabrechnung zwei Punkte vor der Bundesrepublik Deutschland lagen und diesen Länderkampf für sich entschieden. Das französische Team belegte mit 27 Punkten abgeschlagen den dritten und letzten Platz.

## Legende
Kurze Übersicht zur Bedeutung der Symbolik – so üblicherweise auch in sonstigen Veröffentlichungen verwendet:
| DNF | nicht im Ziel (did not finish) |
| DNS | nicht am Start (did not start) |

## Resultat
| Platz | Name                  | Nation | Punkte | 100 m  | Weit- sprung | Kugel- stoßen                   | Hoch- sprung                    | 400 m                           | 110 m Hürden                    | Diskus- wurf                          | Stabhoch- sprung                      | Speer- wurf                           | 1500 m                                |
| ----- | --------------------- | ------ | ------ | ------ | ------------ | ------------------------------- | ------------------------------- | ------------------------------- | ------------------------------- | ------------------------------------- | ------------------------------------- | ------------------------------------- | ------------------------------------- |
| 01    | Urs Trautmann         | SUI    | 7052   | 11,7 s | 6,81 m       | 14,01 m                         | 1,94 m                          | 53,4 s                          | 15,7 s                          | 41,59 m                               | 3,60 m                                | 60,51 m                               | 4:48,8 min                            |
| 02    | Burkhardt Schlott     | FRG    | 6850   | 11,4 s | 7,39 m       | 13,50 m                         | 1,70 m                          | 51,0 s                          | 15,9 s                          | 41,99 m                               | 3,80 m                                | 43,93 m                               | 4:55,5 min                            |
| 03    | Bernd Knut            | FRG    | 6839   | 11,6 s | 6,69 m       | 13,05 m                         | 1,73 m                          | 52,0 s                          | 15,5 s                          | 38,89 m                               | 3,60 m                                | 52,01 m                               | 4:29,1 min                            |
| 04    | Wittmer               | SUI    | 6731   | 11,4 s | 6,71 m       | 12,02 m                         | 1,82 m                          | 51,4 s                          | 16,0 s                          | 35,31 m                               | 3,90 m                                | 43,74 m                               | 4:35,0 min                            |
| 05    | Charlemagne Anyamah   | FRA    | 6723   | 11,1 s | 6,37 m       | 12,90 m                         | 1,82 m                          | 50,2 s                          | 15,5 s                          | 33,00 m                               | 2,90 m                                | 55,47 m                               | 4:40,6 min                            |
| 06    | Hans-Rudolf Kolb      | SUI    | 6624   | 11,6 s | 6,95 m       | 10,53 m                         | 1,70 m                          | 51,8 s                          | 15,6 s                          | 30,48 m                               | 4,10 m                                | 50,14 m                               | 4:27,7 min                            |
| 07    | Gerhard Tilmann       | FRG    | 6610   | 11,9 s | 6,32 m       | 14,17 m                         | 1,76 m                          | 52,9 s                          | 16,1 s                          | 39,76 m                               | 4,60 m                                | 44,71 m                               | 4:29,0 min                            |
| 08    | Jacques Gelles        | FRA    | 6571   | 11,6 s | 6,53 m       | 13,30 m                         | 1,79 m                          | 54,0 s                          | 15,4 s                          | 36,34 m                               | 3,50 m                                | 54,69 m                               | 5:00,4 min                            |
| 09    | Siegbert Rokitta      | FRG    | 6549   | 11,5 s | 6,41 m       | 11,64 m                         | 1,76 m                          | 52,4 s                          | 15,4 s                          | 35,82 m                               | 3,80 m                                | 58,36 m                               | 5:12,5 min                            |
| 10    | Daniel Mathys         | SUI    | 6538   | 11,5 s | 6,66 m       | 11,89 m                         | 1,85 m                          | 54,6 s                          | 15,8 s                          | 35,25 m                               | 3,30 m                                | 56,59 m                               | 4:47,5 min                            |
| 11    | Michel Doisneau       | FRA    | 6466   | 11,6 s | 6,49 m       | 12,70 m                         | 1,73 m                          | 53,5 s                          | 16,5 s                          | 40,85 m                               | keine Angaben                         | keine Angaben                         | keine Angaben                         |
| 12    | Künzig                | SUI    | 6438   | 11,7 s | 6,64 m       | 11,00 m                         | 1,73 m                          | 52,3 s                          | 15,9 s                          | 36,22 m                               | 3,70 m                                | 41,25 m                               | 4:29,4 min                            |
| 13    | Klaus Klenk           | FRG    | 6324   | 11,7 s | 6,35 m       | 21,21 m                         | 1,82 m                          | 54,8 s                          | 16,1 s                          | 39,15 m                               | 3,10 m                                | 49,53 m                               | 4:46,4 min                            |
| 14    | Jean-Louis Esclanguin | FRA    | 6272   | 11,7 s | 6,57 m       | 12,13 m                         | 1,70 m                          | 54,3 s                          | 16,6 s                          | 33,97 m                               | 4,30 m                                | 54,33 m                               | 5:33,6 min                            |
| 15    | Dieter Kopeke         | FRG    | 6221   | 11,4 s | 6,30 m       | 13,32 m                         | 1,65 m                          | 52,5 s                          | 16,1 s                          | 36,14 m                               | 3,10 m                                | 49,27 m                               | 5:03,5 min                            |
| 16    | Pierre Darrière       | FRA    | 5904   | 11,6 s | 6,63 m       | 11,81 m                         | 1,76 m                          | 54,0 s                          | 18,0 s                          | 38,98 m                               | 2,70 m                                | 51,90 m                               | 5:24,0 min                            |
| DNF   | Kühn                  | SUI    |        | 11,5 s | 6,28 m       | 11,68 m                         | 1,76 m                          | 51,1 s                          | DNS                             | Aufgabe nach dem 110-Meter-Hürdenlaif | Aufgabe nach dem 110-Meter-Hürdenlaif | Aufgabe nach dem 110-Meter-Hürdenlaif | Aufgabe nach dem 110-Meter-Hürdenlaif |
| DNF   | Bernard Castang       | FRA    |        | 12,3 s | DNS          | Aufgabe nach dem 100-Meter-Lauf | Aufgabe nach dem 100-Meter-Lauf | Aufgabe nach dem 100-Meter-Lauf | Aufgabe nach dem 100-Meter-Lauf | Aufgabe nach dem 100-Meter-Lauf       | Aufgabe nach dem 100-Meter-Lauf       | Aufgabe nach dem 100-Meter-Lauf       | Aufgabe nach dem 100-Meter-Lauf       |